# Nederlandse kampioenschappen schaatsen afstanden 1990
De Nederlandse kampioenschappen afstanden 1990 werden in januari 1990 gehouden in Heerenveen op de schaatsbaan Thialf.

## Mannen

### 500 meter
| #  | Schaatser            | 500m    |
| -- | -------------------- | ------- |
| 1  | Arie Loef            | 0.38,13 |
| 2  | Menno Boelsma        | 0.38,25 |
| 3  | Maarten Noyens       | 0.38,39 |
| 4  | Jan Jan Brouwer      | 0.38,46 |
| 5  | Tjerk Terpstra       | 0.38,51 |
| 6  | Henk Warmink         | 0.38,66 |
| 7  | Bauke Jonkman        | 0.38,68 |
| 8  | Falko Zandstra       | 0.38,70 |
| 9  | Jaco Mos             | 0.38,90 |
| 10 | Hans Janssen         | 0.39,00 |
| 11 | Rintje Ritsma        | 0.39,16 |
| 12 | Arnold van der Poel  | 0.39,24 |
| 13 | Ben van der Burg     | 0.39,25 |
| 14 | Cor Jan Smulders     | 0.39,26 |
| 15 | Gerjan van de Brink  | 0.39,28 |
| 16 | Gerard van Velde     | 0.39,32 |
| 17 | Gerard Kemkers       | 0.39,33 |
| 18 | Jan Nieuwenhuizen    | 0.39,36 |
| 19 | Leo Visser           | 0.39,39 |
| 20 | Thomas Bos           | 0.39,42 |
| 21 | Andries Kramer       | 0.39,42 |
| 22 | Dirk Jan van Hameren | 0.39,47 |
| 23 | Bart Veldkamp        | 0.39,66 |
| 24 | Anne Jan Portijk     | 0.39,82 |
| 25 | Gert Bloemberg       | 0.40,06 |
| 26 | Ronald Bosker        | 0.41,13 |
| 27 | Martijn Kroonenberg  | 1.06,82 |
| 28 | Marnix ten Kortenaar | 1.27,17 |

### 1000 meter
| #  | Schaatser            | 1000m   |
| -- | -------------------- | ------- |
| 1  | Arie Loef            | 1.16,53 |
| 2  | Arnold van der Poel  | 1.17,32 |
| 3  | Menno Boelsma        | 1.17,41 |
| 4  | Falko Zandstra       | 1.17,55 |
| 5  | Maarten Noyens       | 1.17,75 |
| 6  | Jan Marc Nieuwenkamp | 1.17,79 |
| 7  | Hans Janssen         | 1.17,98 |
| 8  | Bauke Jonkman        | 1.18,02 |
| 9  | Gerjan van de Brink  | 1.18,17 |
| 10 | Martijn Kroonenberg  | 1.18,18 |
| 11 | Tjerk Terpstra       | 1.18,37 |
| 12 | Henk Warmink         | 1.18,45 |
| 13 | Rien Smulders        | 1.18,52 |
| 14 | Pieter Pieterse      | 1.18,53 |
| 15 | Jan Nieuwenhuizen    | 1.18,58 |
| 16 | Jaco Mos             | 1.18,59 |
| 17 | Gerard van Velde     | 1.18,67 |
| 18 | Jan van der Ploeg    | 1.18,67 |
| 19 | Peter de Kant        | 1.18,77 |
| 20 | Henk Groen           | 1.18,95 |
| 21 | Dirk Jan van Hameren | 1.19,52 |
| 22 | Andries Kramer       | 1.19,77 |
| 23 | Klaas Anne Terpstra  | 1.20,18 |
| 24 | Jan Jan Brouwer      | 1.20,23 |
| 25 | Nico van der Vlies   | 1.20,41 |
| 26 | Derik Landman        | 1.21,25 |
| 27 | Erik de Ruyter       | 1.22,09 |
| 28 | Marnix ten Kortenaar | 1.27,17 |

### 1500 meter
| #  | Schaatser            | 1500m   |
| -- | -------------------- | ------- |
| 1  | Ben van der Burg     | 1.57,11 |
| 2  | Leo Visser           | 1.57,27 |
| 3  | Thomas Bos           | 1.57,49 |
| 4  | Cor Jan Smulders     | 1.58,24 |
| 5  | Marnix ten Kortenaar | 1.58,64 |
| 6  | Erik de Vries        | 1.58,73 |
| 7  | Gerard Kemkers       | 1.59,18 |
| 8  | Rintje Ritsma        | 1.59,23 |
| 9  | Jan Marc Nieuwenkamp | 1.59,29 |
| 10 | Dennis Duba          | 1.59,36 |
| 11 | Falko Zandstra       | 1.59,53 |
| 12 | Jac Orie             | 1.59,57 |
| 13 | Gert Bloemberg       | 1.59,71 |
| 14 | Conrad Alleblas      | 1.59,86 |
| 15 | Arnold van der Poel  | 2.00,12 |
| 16 | Arjan Schreuder      | 2.00,56 |
| 17 | Pieter Pieterse      | 2.01,06 |
| 18 | Jan Terpstra         | 2.01,08 |
| 19 | Ronald Bosker        | 2.01,17 |
| 20 | Gerjan van de Brink  | 2.01,30 |
| 21 | Arie Loef            | 2.01,73 |
| 22 | Huub Stiekema        | 2.02,03 |
| 23 | Peter de Kant        | 2.02,14 |
| 24 | Bart Veldkamp        | 2.38,39 |
| DQ | Anne Jan Portijk     |         |

### 5000 meter
| #  | Schaatser            | 5000m   |
| -- | -------------------- | ------- |
| 1  | Ben van der Burg     | 6.55,40 |
| 2  | Falko Zandstra       | 6.56,27 |
| 3  | Bart Veldkamp        | 6.57,68 |
| 4  | Gerard Kemkers       | 7.00,15 |
| 5  | Leo Visser           | 7.02,38 |
| 6  | Herbert Dijkstra     | 7.03,31 |
| 7  | Thomas Bos           | 7.03,38 |
| 8  | Conrad Alleblas      | 7.04,67 |
| 9  | Rintje Ritsma        | 7.04,97 |
| 10 | Arjan Kooij          | 7.06,36 |
| 11 | Marnix ten Kortenaar | 7.06,96 |
| 12 | Ronald Bosker        | 7.07,84 |
| 13 | Cor Jan Smulders     | 7.08,32 |
| 14 | Jaap Woestenburg     | 7.08,82 |
| 15 | Dennis Duba          | 7.12,92 |
| 16 | Bert Koopmans        | 7.13,57 |
| 17 | Anne Jan Portijk     | 7.14,25 |
| 18 | Arnold Stam          | 7.15,85 |
| 19 | Gert Bloemberg       | 7.16,10 |
| 20 | Arjan Schreuder      | 7.18,40 |

### 10000 meter
| #  | Schaatser                    | 10000m   |
| -- | ---------------------------- | -------- |
| 1  | Thomas Bos                   | 14.19,49 |
| 2  | Bart Veldkamp                | 14.23,40 |
| 3  | Robert Vunderink             | 14.23,77 |
| 4  | Herbert Dijkstra             | 14.32,37 |
| 5  | Gerard Kemkers               | 14.32,44 |
| 6  | Ben van der Burg             | 14.35,42 |
| 7  | Leo Visser                   | 14.35,60 |
| 8  | Conrad Alleblas              | 14.37,91 |
| 9  | Anne Jan Portijk             | 14.39,44 |
| 10 | Jos Pronk                    | 14.43,68 |
| 11 | Fausto de Oliveira Marreiros | 14.47,28 |
| 12 | Ronald Bosker                | 14.47,67 |
| 13 | Bert Koopmans                | 14.48,06 |
| 14 | Cor Jan Smulders             | 14.55,04 |
| 15 | Rintje Ritsma                | 14.55,20 |
| 16 | Arnold Stam                  | 14.59,06 |
| 17 | Peter van Capel              | 15.04,18 |
| 18 | Gert Bloemberg               | 15.04,51 |
| 19 | Richard van Kempen           | 15.16,06 |

## Vrouwen

### 500 meter
| #  | Schaatser               | 500m    |
| -- | ----------------------- | ------- |
| 1  | Christine Aaftink       | 0.41,34 |
| 2  | Herma Meijer            | 0.41,58 |
| 3  | Sandra Voetelink        | 0.41,69 |
| 4  | Anita Loorbach          | 0.42,05 |
| 5  | Tineke Hulzebosch       | 0.42,15 |
| 6  | Marieke Stam            | 0.42,70 |
| 7  | Sandra Zwolle           | 0.42,87 |
| 8  | Jacqueline van Straaten | 0.42,93 |
| 9  | Annamarie Thomas        | 0.42,98 |
| 10 | Jolanda Grimbergen      | 0.43,04 |
| 11 | Alida Pasveer           | 0.43,20 |
| 12 | Marga Preuter           | 0.43,27 |
| 13 | Renske Vellinga         | 0.43,33 |
| 14 | Ellen Linnenbank        | 0.43,41 |
| 15 | Lia van Schie           | 0.43,74 |
| 16 | Henriët van der Meer    | 0.43,79 |
| 17 | Carla Zijlstra          | 0.44,09 |
| 18 | Hanneke de Vries        | 0.44,44 |

### 1000 meter
| #  | Schaatser               | 1000m   |
| -- | ----------------------- | ------- |
| 1  | Christine Aaftink       | 1.24,37 |
| 2  | Anita Loorbach          | 1.24,66 |
| 3  | Marieke Stam            | 1.25,48 |
| 4  | Alida Pasveer           | 1.25,59 |
| 5  | Wendy van der Poel      | 1.25,66 |
| 6  | Marion van Zuilen       | 1.25,78 |
| 7  | Jacqueline van Straaten | 1.26,29 |
| 8  | Mariska Hekkers         | 1.26,78 |
| 9  | Anja Bollaart           | 1.27,03 |
| 10 | Annamarie Thomas        | 1.27,27 |
| 11 | Ellen Linnenbank        | 1.27,40 |
| 12 | Linda Nat               | 1.27,61 |
| 13 | Manuela Ossendrijver    | 1.27,95 |
| 14 | Gonnie Brunia           | 1.28,44 |
| 15 | Coriene Pot             | 1.30,34 |
| DQ | Tineke Hulzebosch       | -       |

### 1500 meter
| #  | Schaatser               | 1500m   |
| -- | ----------------------- | ------- |
| 1  | Herma Meijer            | 2.10,25 |
| 2  | Marieke Stam            | 2.10,81 |
| 3  | Jolanda Grimbergen      | 2.11,14 |
| 4  | Lia van Schie           | 2.11,26 |
| 5  | Alida Pasveer           | 2.11,51 |
| 6  | Sandra Voetelink        | 2.11,71 |
| 7  | Jacqueline van Straaten | 2.11,95 |
| 8  | Christine Aaftink       | 2.12,05 |
| 9  | Anja Bollaart           | 2.12,26 |
| 10 | Hanneke de Vries        | 2.12,28 |
| 11 | Carla Zijlstra          | 2.12,64 |
| 12 | Gonnie Brunia           | 2.13,91 |
| 13 | Sandra Zwolle           | 2.14,12 |
| 14 | Marga Preuter           | 2.14,72 |
| 15 | Ellen Linnenbank        | 2.15,35 |
| DQ | Henriët van der Meer    | -       |

### 3000 meter
| #  | Schaatser               | 3000m   |
| -- | ----------------------- | ------- |
| 1  | Hanneke de Vries        | 4.30,73 |
| 2  | Lia van Schie           | 4.31,97 |
| 3  | Jolanda Grimbergen      | 4.33,92 |
| 4  | Marjan Mager            | 4.36,10 |
| 5  | Marga Preuter           | 4.37,13 |
| 6  | Sandra Voetelink        | 4.37,20 |
| 7  | Henriët van der Meer    | 4.37,86 |
| 8  | Carla Zijlstra          | 4.38,32 |
| 9  | Marieke Stam            | 4.38,60 |
| 10 | Herma Meijer            | 4.39,00 |
| 11 | Gonnie Brunia           | 4.42,74 |
| 12 | Alida Pasveer           | 4.45,64 |
| 13 | Jacqueline van Straaten | 4.45,71 |
| 14 | Sandra Zwolle           | 4.53,07 |

### 5000 meter
| #  | Schaatser            | 5000m   |
| -- | -------------------- | ------- |
| 1  | Hanneke de Vries     | 7.44,61 |
| 2  | Jolanda Grimbergen   | 7.53,41 |
| 3  | Lia van Schie        | 7.53,75 |
| 4  | Carla Zijlstra       | 7.55,18 |
| 5  | Herma Meijer         | 7.55,32 |
| 6  | Marieke Stam         | 7.56,25 |
| 7  | Marjan Mager         | 7.56,38 |
| 8  | Marga Preuter        | 7.56,50 |
| 9  | Henriët van der Meer | 7.57,16 |
| 10 | Gonnie Brunia        | 7.57,19 |
| 11 | Ingrid Paul          | 8.01,81 |
| 12 | Sandra Voetelink     | 8.03,78 |
| 13 | Alida Pasveer        | 8.08,42 |
| 14 | Harkelien Kruyer     | 8.18,52 |